# Katuaq
Katuaq ("Trommestik") med tilnavnet Kulturip Illorsua ("Kulturens store hus") er et kulturhus, som ligger i centrum af Nuuk, hovedstaden i Grønland.
Katuaq er Nuuks og Grønlands kulturhus og skal "stimulere og udvikle kulturlivet i Grønland under udøvelsen af et alsidigt, frit og uafhængigt kunstnerisk skøn i samarbejde med institutioner, organisationer, personer og selskaber. Fonden skal medvirke til at udbrede kendskabet til nordisk kunst- og kulturliv i Grønland og til grønlandsk kunst- og kulturliv i Norden".
Kulturhuset blev bygget for ca. 90 mio. kr. i perioden 1994-1997 og åbnede den 15. februar 1997 med optræden af bl.a. trommedansere fra Ammassalik og bygderock fra Kullorsuaq. Katuaqs arkitektur er inspireret af den grønlandske natur og tegnet af arkitektfirmaet Schmidt, Hammer og Lassen fra Århus. Bygningen har vundet Nykredits Arkitekturpris (1998), Statens Kunstfonds Pris (1998) og Eckersberg Medaljen (1999). Huset ejes af Sermersooq Kommune og Grønlands Selvstyre og er på over 4.000 m2.
Katuaq arrangerer kulturarrangementer med kunstnere fra hele Grønland samt fra det arktiske Canada og Alaska samt Danmark og det øvrige Norden.  Kulturhuset indeholder to sale, en stor ("Hans Lynge-salen") og en lille, med hhv. 509 og 108 sidepladser. Den store sal, der er rund, kan bruges til både biograf, koncerter, teater og møder. Det var Grønlands første biograf; Katuaq viser nye film samtidig, som de vises i Danmark. Den mest populære film i 2008 var Indiana Jones og krystalkraniets kongerige, som blev set af 2.440 gæster; biografen er overskudsgivende og med til at finansiere den "levende" kultur.  Før Katuaq blev indviet fungerede forsamlingshuset på Aqqusinersuaq som biograf. Katuaqs intimsal, der er firkantet, er ofte ramme om foredrag og kunstneriske arrangementer i mindre skala. Katuaqs café, Cafétuaq, der er trekantet, ligger i foyeren, der ofte bruges til rockkoncerter. Bygningen rummer 1.000 m2 udstillingsareal samt TV-studie, kunstskole og bibliotek. Huset rummer desuden Nordens Institut, Silamiut og Nuuks byorkester.
Katuaqs ti-års-jubilæum blev fejret med trommedans og kaffemik.

## Eksterne links
- Hjemmeside

64°10′38″N 51°44′21″V / 64.17722°N 51.73917°V